# Félix Guisasola García-Castañón
Félix Guisasola García-Castañón (21 de junio de 1900 - 1 de diciembre de 1983) fue un abogado, político y dirigente deportivo español. Fue alcalde de Gijón en funciones entre el 15 y el 27 de diciembre de 1933 y entre el 21 y 27 de diciembre de 1934, supliendo las ausencias del alcalde Gil Fernández Barcia, ya que Félix Guisasola había salido elegido concejal en representación del Primer Distrito en las elecciones municipales de España de 1931 de las que salió nombrado alcalde Isidro del Río Rodríguez, de la Conjunción Republicano-Socialista, y siguió en la corporación municipal tras el cese de Isidro del Río ocupando el cargo de Teniente de alcalde con Gil Fernández.
Era un destacado deportista y fue presidente del Real Sporting de Gijón entre los años 1935 y 1938, socio fundador y vicepresidente del Real Grupo de Cultura Covadonga, fundador y primer presidente de la Asociación Montañera  Asturiana Torrecerredo, presidente del Real Club Astur de Regatas, y vicepresidente de la Unión Ciclista Gijonesa. 